# 김민제 (축구 선수)
김민제(한국 한자: 金旼弟, 1989년 9월 12일 ~ )는 대한민국의 전 축구 선수이며 선수 시절 포지션은 수비수였다.

## 축구인 경력

### 클럽 경력
2011년 중앙대학교 3학년을 마치고 아비스파 후쿠오카에 입단하였다.
2015 K리그 드래프트에 신청하였고, 신생팀 서울 이랜드 FC의 우선 지명을 받고 입단하였다.
2016년 6월 수원 FC로 이적하였다.
2018시즌이후 자신의 SNS로 은퇴를 발표했다.